# Вантажна митна декларація
Вантажна митна декларація (ВМД) — письмова заява встановленої форми, що подається митному органу на паперовому носії або як електронний документ (електронна ВМД) і містить відомості про товари та транспортні засоби, які переміщуються через митний кордон України, митний режим, у який вони заявляються, а також іншу інформацію, необхідну для здійснення митного контролю, митного оформлення, митної статистики, нарахування та сплати податків, зборів та інших платежів. У вантажній митній декларації дається також перелік зазвичай доданих до неї документів (рахунок, відвантажувальна специфікація, сертифікат якості і т. ін.).
Даний документ заповнюється на кожну партію товару або яких-небудь предметів (майна) за умови, якщо стосовно даних товарів або предметів установлено один і той самий митний режим, тобто на:
- товари, що переміщуються на адресу одного одержувача за одним перевізним документом (транспортною накладною, коносаментом тощо), відповідно до правил (порядку) перевезення товарів відповідним видом транспорту, передбачених законодавством України та міжнародними договорами, укладеними в установленому законодавством порядку.
- партію товарів, що переміщуються трубопровідним транспортом або лініями електропередачі, визначається в порядку, установленому спеціальними актами законодавства України;
- товари, що належать підприємствам та переміщуються в ручній поклажі одним громадянином у пасажирському відділенні (салоні) транспортного засобу, яким прямує цей громадянин, відповідно до правил (порядку) перевезення ручної поклажі цим видом транспорту, передбачених законодавством України та міжнародними договорами, укладеними в установленому порядку.